# HD 150030
HD 150030，又名BD+46 2194，SAO 46184、HR 6183，是一颗恒星，视星等为5.79，位于銀經72.55，銀緯42.19，其B1900.0坐标为赤經16h 33m 16.1s，赤緯+46° 42.19′ 56″。